# Aplocheilichthys camerunensis
Aplocheilichthys camerunensis és una espècie de peix pertanyent a la família dels pecílids.

## Descripció
- Pot arribar a fer 3 cm de llargària màxima.[4][5]

## Hàbitat
És un peix d'aigua dolça, bentopelàgic i de clima tropical (20 °C-24 °C) que viu entre m de fondària.

## Distribució geogràfica
Es troba a Àfrica: el Camerun, la Guinea Equatorial i, probablement també, el nord del Gabon.

## Vida en captivitat
És molt difícil de mantindre'l en un aquari.

## Observacions
És inofensiu per als humans.